# 坂本和子
坂本 和子（さかもと かずこ、1926年9月7日 - ）は、日本の女優。

## 来歴・人物
兵庫県出身。大阪府立大阪女子大学卒業。芸術劇場、民衆劇場を経て、劇団統合により関西芸術座創立に参加。
時代劇では、遊郭の遣り手ばばあ役や農家のおばば役を坂本自身の代表役と言わしめるほど数多く演じてきた。

## 出演

### テレビドラマ
- 大岡越前（TBS / C.A.L）
  - 第2部 第17話「天狗退治」（1971年9月6日） - 婆さん
  - 第6部
    - 第14話「父の死を願った息子」（1982年6月7日）
    - 第20話「死を賭けた潜入」（1982年7月19日）

  - 第11部 第12話「拾った財布が落とし穴」（1990年7月9日）- お杉
  - 第15部 第26話「帰って来た友情」（1999年3月15日）
- 水戸黄門（TBS / C.A.L）
  - 第4部 第2話「天狗馬鹿 -忍-」（1973年1月29日）- おはなの母親
  - 第7部 第33話「十七年目の泣き笑い ‐伊勢崎‐」（1977年1月3日） - 長屋の女房
  - 第13部 第3話「鬼が棲んでる天下の嶮 -箱根-」（1982年11月1日） - お筆
  - 第19部 第5話「謎の剣士!烏天狗 -中村-」（1989年10月23日）
  - 第22部 第2話「旅のはじめの鬼退治 -佐倉-」（1993年5月24日）
- 必殺シリーズ（ABC / 松竹）
  - 江戸プロフェッショナル必殺商売人 第9話「非行の黒い館は蟻地獄」（1978年） - お袖の母
  - 必殺仕舞人 第7話「丹後の宮津の嘆き唄」（1981年） - 観心尼
- 遠山の金さん 第2シリーズ 第25話「殺しに愛を賭けた女」（1979年、ANB / 東映） - お光
- 服部半蔵 影の軍団 第12話「夜の蜘蛛は親でも殺せ」（1980年、KTV / 東映）-おせい
- 大奥 第24話「わんわん行進曲」（1983年） - 杉乃
- 連続テレビ小説（NHK） 
  - たまゆら（1965年4月5日 - 1966年4月2日） - ナレーション
  - 純ちゃんの応援歌 第22話（1988年10月27日） - 旅館のおかみ 役